# Sawa II (arcybiskup serbski)
Sawa, imię świeckie Predisław Nemanicz (ur. ok. 1200, zm. 1271 w Peci) – trzeci zwierzchnik Serbskiego Kościoła Prawosławnego, arcybiskup serbski w latach 1263–1270.

## Życiorys
Trzeci syn Stefana Pierwszego Koronowanego. Według hagiograficznego zbioru żywotów świętych serbskich archimandryty Justyna (Popovicia) wstąpił do monasteru, idąc za przykładem swojego wuja, św. Sawy. Początkowo żył w klasztorze Chilandar na Athosie, następnie pielgrzymował do Jerozolimy. Monaster opuścił po otrzymaniu nominacji na biskupa humskiego.
Po śmierci Arseniusza I został wybrany na nowego zwierzchnika Serbskiego Kościoła Prawosławnego. Zmarł w Peci w 1271 i tam został pochowany.